# Lionel Groulx

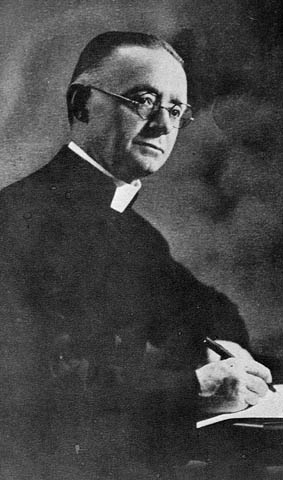
Lionel-Adolphe Groulx (ca. 1925–1935)

Lionel-Adolphe Groulx (* 13. Januar 1878 in Vaudreuil; † 23. Mai 1967 ebenda) war ein römisch-katholischer Priester, Historiker und einer der bekanntesten Vertreter des Québecer Nationalismus.

## Leben und Werk
Groulx war der Sohn eines Farmers und Holzfällers. Er erhielt eine rudimentäre schulische Bildung, baute diese am Seminar Ste-Thérèse aus und wurde 1906 bis 1909 als Priester in Europa ausgebildet. Abgesehen von dieser dreijährigen Ausbildung unterrichtete er von 1900 bis 1915 zunächst am Collège de Valleyfield in Salaberry-de-Valleyfield bei Montréal, dann an der Montréaler Universität, wo er bis 1949 den ersten Lehrstuhl für Kanadische Geschichte innehatte. 1917 war er Mitgründer der Zeitschrift Action Française, deren Herausgeber er 1920 wurde. Darüber hinaus gründete er die Jugendorganisation Association catholique de la jeunesse canadienne-française.
Groulx untersuchte die Gründung Kanadas und war ein Verteidiger der Minderheitsrechte der frankophonen Kanadier. Dabei betonte er, angesichts des Sprachenstreits in Manitoba und der Teilnahme am Ersten Weltkrieg, in seinem Werk La Confédération canadienne (Montreal 1918) die historische Herleitung dieser Rechte aus der Kolonialzeit. Die wichtigsten Etappen sah er im Quebec Act von 1774, in dem Großbritannien die Minderheitenrechte der Franzosen im nordamerikanischen Kolonialreich anerkannt hatte und die sich auf Sprache, Religion und Rechtsprechung bezogen hatten, dann im Selbstregierungsrecht (responsible government), das ähnliche Rechte eingeräumt hatte, und schließlich im Gründungsakt Kanadas von 1867, in dem die Autonomie Québecs und die ausschlaggebende Rolle der französischen Kanadier hervortraten.
Groulx sah in der Gründung Kanadas eine Fehlentwicklung, die durch Gründung eines unabhängigen Québec aufgehoben werden sollte, und dass die Provinzregierung die Aufgabe habe, die wirtschaftliche, gesellschaftliche, kulturelle und sprachliche Notlage der französischen Nation zu beseitigen. Dabei unterschätzte er allerdings die internen Konflikte innerhalb der frankophonen Gesellschaft, insbesondere die Auseinandersetzungen zwischen Klerikalen und Nationalisten.
1928 forderte ihn die Universität Montréal auf, die Verfassung nicht weiter anzugreifen, doch weigerte sich Groulx, ein entsprechendes Papier zu unterzeichnen. Stattdessen sagte er zu, sich auf historische Themen zu beschränken. Daher beendete er die Herausgeberschaft des Blattes L’action canadienne-française; es stellte bereits Ende des Jahres sein Erscheinen ein.
Zu Lionel Groulx’ Hauptwerken gehören La Confédération canadienne (Montréal 1918), Notre maître le passé (1937), Histoire du Canada français depuis la découverte (1951) sowie Notre grande aventure (1958). In seinen Augen war die Eroberung Neufrankreichs durch Großbritannien eine nationale Katastrophe, ähnlich wie dies bereits Adam Dollard des Ormeaux gesehen hatte, den er als Historiker zu rehabilitieren versuchte. Dabei teilte er keineswegs die bis dahin verbreitete Auffassung, Neufrankreich sei auf diese Art dem Terror der Französischen Revolution entgangen. Immer wieder betonte er die Errungenschaften des Quebec Act von 1774 und die Erfolge von Robert Baldwin und Louis-Hippolyte Lafontaine, die mit ihrer Selbstregierung ab 1849 die Assimilierungspläne Lord Durhams verhindert hätten.
In der Ligue d’Action française hofften Groulx und seine Mitstreiter den frankophonen Kanadiern nicht nur den Stolz auf ihre eigene Geschichte zurückzugeben, sondern auch die wirtschaftliche Wiederbelebung der Provinz voranzutreiben und gleichzeitig als intellektueller Vorreiter aufzutreten. Dabei sollte die katholische Soziallehre das Aufkommen sozialistischer Gruppen verhindern und den Kapitalismus verbessern, zugleich sollte die innere und äußere Mission ausgebaut werden. Dazu sollte die ökonomische Ausbildung verbessert werden. Seine Lehren gingen in das Parteiprogramm der Action libérale nationale (ALN) ein, die Groulx unterstützte. Jedoch stand er der Regierung unter Maurice Duplessis ablehnend gegenüber. Stattdessen verbündete er sich mit dem Führer der Liberalen in Québec, mit Adélard Godbout, der von 1939 bis 1944 die Provinz führte. Doch brach er auch mit diesem, als sich die Liberalen der Provinz der landesweiten Liberalen Partei Kanadas unterstellten. Bei den Wahlen von 1944 unterstützten Groulx und seine Mitstreiter den neu gegründeten Bloc populaire Canadien unter André Laurendeau, der auch der spätere Bürgermeister von Montreal Jean Drapeau angehörte. Doch auch diese Partei brach auseinander und löste sich nach den Wahlen von 1948 auf.
Groulx gründete das Institut d’histoire d’Amérique française im Jahr 1946, das ab 1947 La revue d’histoire de l’Amérique française herausgab, eine Fachzeitschrift, die bis heute die führende für frankophone Historiker in Kanada ist. Zwar beeinflusste er zahlreiche Québecer und insbesondere Montréaler Intellektuelle, doch vielfach lehnten sie seinen Konservatismus, insbesondere in der Religionsfrage ab. Das galt insbesondere für seinen Nachfolger Guy Frégault, aber auch für seine Gegner in der Delisle-Richler-Kontroverse. Mordecai Richler und Esther Delisle warfen Groulx darin Antisemitismus vor. Am letzten Tag seines Lebens erschien das dreißigste Buch aus seiner Feder: Constantes de vie.
In seinem Werk spiegelt sich das Selbstbild und der Geschmack der konservativen nationalistischen Kräfte seiner Zeit. Er verbreitete mit seinen Geschichtswerken und literarischen Fiktionen, wie L’Appel à la race, 1922, ein deutlich vom rechten Nationalismus in Europa beeinflusstes Geschichtsbild. Er skizzierte seine Zeit negativ, denn die französische Kultur und Sprache in Nordamerika werde ausgelöscht. Er stellte sich kategorisch gegen die Auffassung von „England“ als einem liberalen und mütterlichen Land für Kanada und wünschte sich für die notwendige kollektive Mobilmachung des Volks einen starken Mann wie Mussolini oder Salazar. Damit die Lektionen der Vergangenheit wirken, bedürfe man einer geistigen Einheit der Frankophonen, deren Besonderheit Groulx mit biologisch-rassischen Gründen aufzeigte. Propagandistisch trat er für eine „heilige Mission“ der Frankokanadier ein. Groulx wünschte sich eine ständestaatliche Ordnung wie das Dollfuß-Regime für Kanada.
1948 verlieh ihm die Royal Society of Canada, für seine Verdienste als Historiker, die nach Joseph Burr Tyrrell benannte J.B. Tyrrell Historical Medal.

## Nachwirkung
Die kanadische Regierung, vertreten durch den für das Historic Sites and Monuments Board of Canada zuständigen Minister, ehrte Groulx am 19. Oktober 1972 für sein Wirken und erklärte ihn zu einer „Person von nationaler historischer Bedeutung“.
Nach ihm benannt ist unter anderem die Station Lionel-Groulx der Metro Montreal.